# Niklas Friman
Niklas Friman (* 30. srpna 1993, Rauma) je finský lední hokejista, obránce. Od roku 2022 je hráčem finského klubu Ilves, jenž působí ve finské nejvyšší soutěži. Tu hrál i za TPS Turku, Hämeenlinnan Pallokerho a JYP Jyväskylä. S Hämeenlinnan se v roce 2019 stal mistrem Finska. Za Jokerit Helsinky hrál dvě sezóny KHL. Jednu sezónu strávil i ve švédské nejvyšší soutěži, v dresu Brynäs IF. S finskou reprezentací se stal mistrem světa v roce 2022 a získal zlatou medaili na olympijských hrách v Pekingu roku 2022. Hrál i na MS 2023 (7. místo).